# Менгисте, Мааза
Мааза Менгисте (англ. Maaza Mengiste; род. 1971, Аддис-Абеба, Эфиопская империя) — американская писательница эфиопского происхождения. Лауреат многочисленных литературных премий. Автор романов «Под взглядом льва» (2010) и «Царская тень» (2019).

## Биография
Родилась в 1971 году в Аддис-Абебе. В 1978 году бежала из Эфиопии, вместе с семьёй, сначала в Нигерию, затем в Кению и, наконец, в США, где завершила среднее образование. Училась в Италии в качестве стипендиата программы Фулбрайта и защитила степень магистра искусств в области творческого письма в Нью-Йоркском университете.
Менгисте является автором художественной и научной прозы, посвященную миграции, революции в Эфиопии и тяжелому положению иммигрантов из стран к югу от Сахары, прибывающих в Европу. Её произведения публиковались в изданиях «Нью-Йорк таймс», «Нью-Йоркер», «Гранта», «Леттр интернэшнл», «Энкаре Ревью», «Каллалу», «Грантовская антология африканского рассказа» и транслировались по радио Би-би-си 4.
Дебютный роман писательницы «Под взглядом льва» («Лев глядит с высоты»), изданный в 2010 году, рассказывает историю семьи, которая борется за выживание в бурные и кровавые годы Эфиопской революции. «Гардиан» назвала роман одной из десяти лучших современных африканских книг. Роман был переведён на французский, испанский, португальский, немецкий, итальянский, нидерландский и шведский языки. Второй роман писательницы, «Царская тень», изданный в 2019 году, рассказывает о солдатах-женщинах в эфиопской армии во время вторжения фашистской Италии в Эфиопию в 1935 году.
Менгисте также занимается правозащитной деятельностью. Она сотрудничает с консультативным советом «Уорскейпс», независимым интернет-журналом, освещающим текущие конфликты по всему миру, и входит в состав Молодёжного центра по правам детей-иммигрантов. Писательница также входит в состав Совета директоров «Слова без границ».
Преподает «Творческое письмо» в Куинс-колледже Нью-Йоркского городского университета и читает лекции по этой дисциплине в Центре искусств имени Льюиса в Принстонском университете. С января по июнь 2020 года Менгисте жила и работала в Цюрихском доме литераторов.

## Сочинения
- «Под взглядом льва» (англ. Beneath the Lion's Gaze, 2010)
- «Царская тень» (англ. The Shadow King, 2019)
  - На русском языке: Менгисте, Мааза. Царская тень / перевод Г. А. Крылова. — Inspiria, 2022. — 512 с. — (Loft. Букеровская коллекция). — ISBN 978-5-04-117680-8.
- «Чёрная Аддис-Абеба» (англ. Addis Ababa Noir, 2020)

## Награды
- Дейтонская литературная премия мира[англ.] (2011)
- Премия «Творческий капитал»[англ.] (2019)
- Премия Американской академии искусств и литературы (2020)